# أوسكار بيريز روخاس
أوسكار بيريز روخاس (بالإسبانية: Óscar Pérez Rojas) (مواليد 1 فبراير 1973 في مكسيكو) لاعب كرة قدم مكسيكي سابق لعب بمركز حارس مرمى.
يعمل حاليا مدرس حراس مرمى.

## روابط خارجية
- أوسكار بيريز روخاس على موقع الاتحاد الدولي (مؤرشف)  (الإنجليزية)
- أوسكار بيريز روخاس على موقع قاعدة بيانات كرة القدم.إي يو (الإنجليزية)
- أوسكار بيريز روخاس على موقع ناشيونال فوتبول تيمز (الإنجليزية)
- أوسكار بيريز روخاس على موقع Soccerway.com (الإنجليزية)
- أوسكار بيريز روخاس على موقع أوليمبيديا (الإنجليزية)
- أوسكار بيريز روخاس على موقع AS.com (الإسبانية)